# Выборы в парламент Италии
Выборы в парламент Италии определяют состав обеих палат итальянского парламента.
В настоящее время обе палаты, Палата депутатов и Сенат, избираются параллельно (в одно и то же время) путём всеобщего и прямого голосования.
Выборы в итальянский парламент проводятся раз в пять лет или в случае его досрочного роспуска.

## Избирательная система

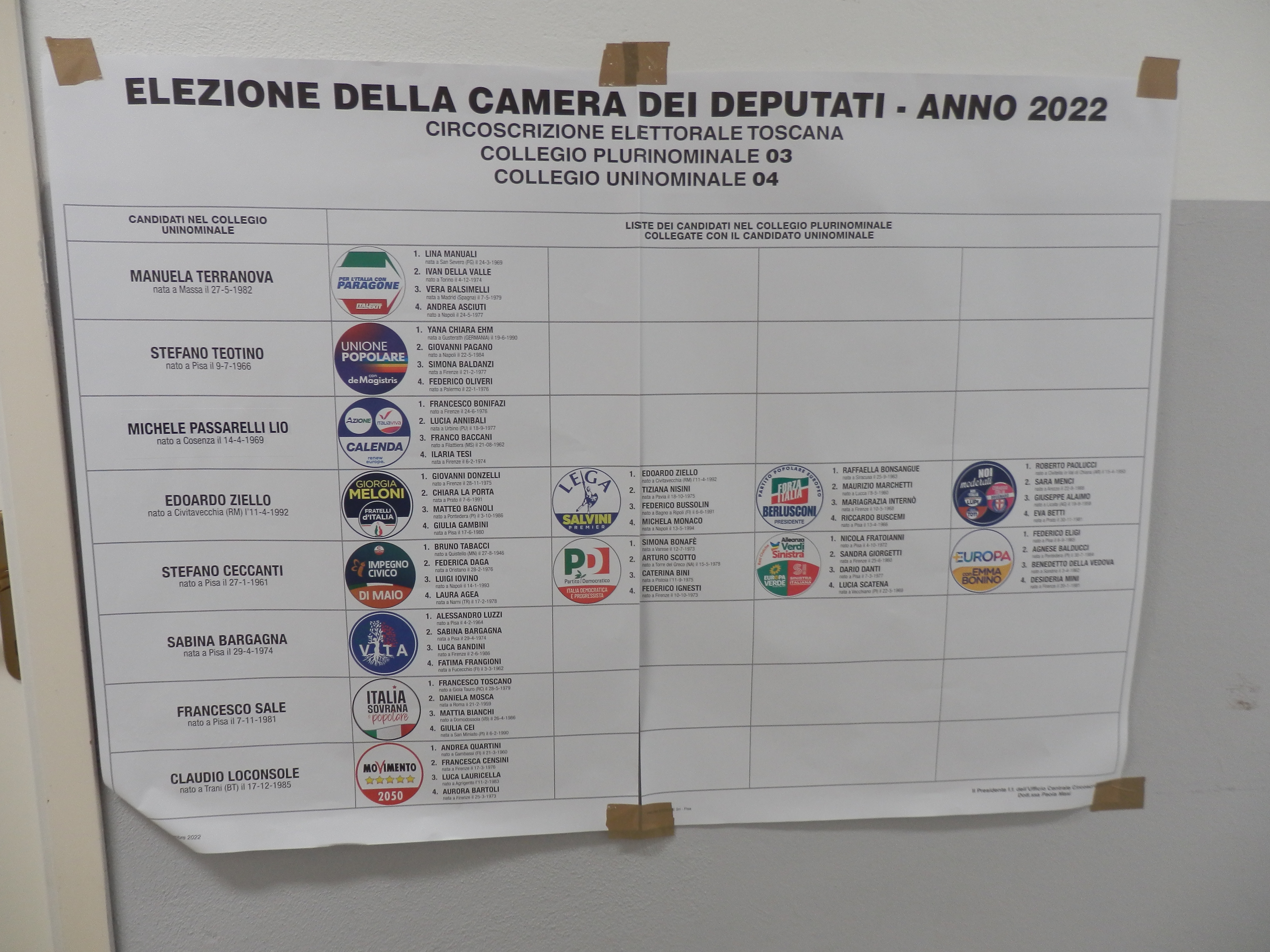
Список кандидатов на избирательном участке.

В 2020 году состоялся конституционный референдум, который сократил число членов парламента с 630 до 408 в Палате депутатов и с 315 до 200 в Сенате Республики, которые избираются всеобщим и прямым голосованием. (Также в Сенате есть несколько пожизненных сенаторов, которыми автоматически становятся все бывшие президенты страны, кроме того, президент Италии может удостоить этой чести пять граждан «прославивших Родину выдающимися заслугами в сфере общественной деятельности, науки, искусства и литературы».)
408 членов Палаты депутатов избираются с использованием смешанной избирательной системы следующим образом:
- 147 в одномандатных округах в один тур по системе относительного большинства с одним победителем.
- 245 в многомандатных округах по общенациональному пропорциональному представительству.
- 8 в многомандатном зарубежном округе по пропорциональному представительству.

200 выборных сенаторов также избираются с использованием смешанной избирательной системы:
- 74 в одномандатных округах в один тур.
- 122 в многомандатных округах по региональному пропорциональному представительству.
- 4 в одномандатных зарубежных округах по системе относительного большинства с одним победителем.

В каждом одномандатном избирательном округе депутат или сенатор избирается на основе системы относительного большинства, в то время как места в многомандатных избирательных округах распределяются на национальном уровне. Для того, чтобы быть подсчитанными в результатах одномандатных избирательных округов, партии должны получить не менее 1 % голосов по всей стране и быть частью коалиции, получившей не менее 10 % голосов по всей стране. Для того, чтобы получить места в многомандатных избирательных округах, партии должны получить не менее 3 % голосов по всей стране. Избранные из многомандатных избирательных округов будут избираться по закрытым спискам.
Быть избранным в Палату депутатов гражданин Италии может по достижении 25 лет, а в Сенат — по достижении 40 лет (и то и другое на день выборов).

## Избиратели
Избирать членов парламента могут граждане Италии обоего пола, которым исполнилось 18 лет на день выборов депутатов и 25 лет на день выбора сенаторов.

## Список парламентских выборов в Италии

### Выборы в Палату депутатов Королевства Италии
В Королевстве Италия избиралась только Палата депутатов, члены Сената же назначались королём. Выборы проводились в соответствии с избирательным законом Королевства Сардинии 1848 года, по которому право голосовать имели только грамотные люди в возрасте старше 25 лет и платящие налогов не ниже определённой суммы. В результате право выбирать Палату депутатов имели только 2—3 % населения. Депутаты избирались в одномандатных территориальных избирательных округах. Для победы в первом раунде требовалось получить более 50 % голосов или не менее одной трети от числа избирателей зарегистрированных в данном округе, в противном случае назначался второй тур.
Перед выборами 1882 года состоялась избирательная реформа. Были снижены возрастной и имущественный ценз для избирателей, а основным стал образовательный ценз, благодаря чему мужчины имевшие как минимум законченное трёхлетнее начальное образование освобождались от имущественного ценза. В результате количество избирателей увеличилось более чем в три раза, от 2 до 7  % населения. Одномандатные избирательные округа сменили многомандатные, в которых избирались от двух до пяти депутатов. Избиратели имели столько голосов, сколько избиралось депутатов, за исключением пятимандатных округов, в которых количество голосов было ограничено четырьмя.
25 мая 1912 года состоялась новая реформа избирательной системы. Право голоса получили все грамотные мужчины в возрасте 21 года и старше, отслужившие в вооружённых силах. Кроме того, был отменён избирательный ценз для мужчин старше 30 лет. Благодаря этим изменениям количество избирателей выросло более чем в 3,2 раза. Депутаты стали избираться в одномандатных округх в два тура, для победы требовалось получить большинство голосов.
Начиная с 1919 года избирательная система с использованием одномандатных округов с двухтуровым голосованием и победой большинством голосов была упразднена и заменена пропорциональным представительством, при котором страна была разделена на 58 избирательных округов в которых избирались от 5 до 20 депутатов.
| Выборы | Даты                  | Победившая партия   | Лидер                      | Голоса | Мест       | Явка   | Монарх (срок)                   |
| ------ | --------------------- | ------------------- | -------------------------- | ------ | ---------- | ------ | ------------------------------- |
| 1861   | 27 января и 3 февраля | Правая              | Камилло Бенсо ди Кавур     | 46,1 % | 342 из 443 | 57,2 % | Виктор Эммануил II (1861–1878)  |
| 1865   | 22 и 29 октября       | Правая              | Альфонсо Ферреро Ламармора | 34,5 % | 163 из 443 | 54,8 % | Виктор Эммануил II (1861–1878)  |
| 1867   | 10 и 17 марта         | Правая              | Беттино Рикасоли           | 35,7 % | 200 из 443 | 51,8 % | Виктор Эммануил II (1861–1878)  |
| 1870   | 4 и 27 ноября         | Правая              | Джованни Ланца             | 37,2 % | 211 из 443 | 46,8 % | Виктор Эммануил II (1861–1878)  |
| 1874   | 8 и 15 ноября         | Правая              | Джованни Ланца             | 33,3 % | 244 из 508 | 55,7 % | Виктор Эммануил II (1861–1878)  |
| 1876   | 5 и 12 ноября         | Левая               | Агостино Депретис          | 67,9 % | 414 из 508 | 59,2 % | Виктор Эммануил II (1861–1878)  |
| 1880   | 16 и 23 мая           | Левая               | Бенедетто Кайроли          | 40,8   | 218 из 508 | 59,4 % | Умберто I (1878–1900)           |
| 1882   | 29 октября и 5 ноября | Левая               | Агостино Депретис          | 39,8 % | 289 из 508 | 60,7 % | Умберто I (1878–1900)           |
| 1886   | 23 и 30 мая           | Левая               | Агостино Депретис          | 40,2 % | 292 из 508 | 58,5   | Умберто I (1878–1900)           |
| 1890   | 23 и 30 ноября        | Левая               | Франческо Криспи           | 58,1 % | 401 из 508 | 58,5 % | Умберто I (1878–1900)           |
| 1892   | 6 и 13 ноября         | Левая               | Джованни Джолитти          | 51,2 % | 323 из 508 | 57,7   | Умберто I (1878–1900)           |
| 1895   | 26 мая и 2 июня       | Левая               | Франческо Криспи           | 58,6 % | 334 из 508 | 59,3 % | Умберто I (1878–1900)           |
| 1897   | 23 и 28 марта         | Левая               | Франческо Криспи           | 64,4 % | 327 из 508 | 58,5 % | Умберто I (1878–1900)           |
| 1900   | 3 и 10 июня           | Левая               | Джузеппе Саракко           | 52,2 % | 296 из 508 | 58,3 % | Умберто I (1878–1900)           |
| 1904   | 6 и 13 ноября         | Левая               | Джованни Джолитти          | 50,9 % | 339 из 508 | 62,7 % | Виктор Эммануил III (1900–1946) |
| 1909   | 7 и 14 марта          | Левые               | Джованни Джолитти          | 54,0 % | 329 из 508 | 65,0 % | Виктор Эммануил III (1900–1946) |
| 1913   | 26 октября и 2 ноября | Коалиция «Либералы» | Джованни Джолитти          | 47,6 % | 270 из 508 | 60,4 % | Виктор Эммануил III (1900–1946) |
| 1919   | 16 ноября             | Социалисты          | Никола Бомбаччи            | 32,2 % | 156 из 508 | 56,6 % | Виктор Эммануил III (1900–1946) |
| 1921   | 15 мая                | Социалисты          | Филиппо Турати             | 24,7 % | 123 из 508 | 58,4 % | Виктор Эммануил III (1900–1946) |

### Выборы в Палату депутатов фашистской Италии
Первые после прихода к власти фашистов выборы прошли по закону Ачербо, принятому 18 ноября 1923 года. Согласно ему, партия, набравшая «наибольшее количество» голосов, но не менее 25 %, получала 66 % мест в парламенте. Оставшиеся места распределялась между остальными партиями согласно пропорциональной системе. Во время предвыборной кампании и голосования фашисты широко использовали тактику запугивания как своих политических оппонентов, так и избирателей.
Выборы 1929 и 1934 годов проходили в условиях фашистской диктатуры. Все политические партии, за исключением правящей, были запрещены в 1926 году. После парламентской реформы 1928 года голосования проходили в форме плебисцита, в ходе которого избирателям было предложено проголосовать за или против списка кандидатов единственной партии, Национальной фашистской. В случае если большинство участников голосования отказались бы утвердить список, предложенный Большим фашистским советом, должно было состояться повторное голосование по другому списку. Процедура голосования была составлена так, что избиратели не могли быть абсолютно уверены в соблюдении тайны голосования, хотя формально закон гарантировал конфиденциальность.
| Выборы | Даты     | Победившая партия | Лидер            | Голоса | Мест       | Явка   | Монарх (срок)                   |
| ------ | -------- | ----------------- | ---------------- | ------ | ---------- | ------ | ------------------------------- |
| 1924   | 6 апреля | Фашисты           | Бенито Муссолини | 60,1 % | 355 из 535 | 63,8 % | Виктор Эммануил III (1900–1946) |
| 1929   | 6 апреля | Фашисты           | Бенито Муссолини | 98,4 % | 400 из 400 | 89,9 % | Виктор Эммануил III (1900–1946) |
| 1934   | 25 марта | Фашисты           | Бенито Муссолини | 99,9 % | 400 из 400 | 95,6 % | Виктор Эммануил III (1900–1946) |

1. ↑  На выборах фашистов Бенито Муссолини и их союзников представляли сразу два списка: Национальный список, объединивший Национальную фашистскую партию и примкнувших к ней правых (консерваторы), национал-либералов (правые либералы) и национал-народников (католики-консерваторы), и Национальный список/Бис, включивший радикальное крыло фашистского движения во главе с Итало Бальбо и Роберто Фариначчи. В таблице суммированы показатели обоих списков.

Выборы 1934 года оказались последними в истории фашистской Италии. В 1939 году при формировании Палаты фасций и корпораций (такое название носила Палата депутатов XXX созыва) не проводилось ни выборов, ни плебисцита, все её члены, «национальные советники» (итал. Consiglieri Nazionali), были назначены Большим фашистским советом, Национальным советом Национальной фашистской партии и Национальным советом корпораций.

### Выборы в Учредительное собрание Италии
2 июня 1946 года прошли выборы в Учредительное собрание, первые парламентские выборы в стране после свержения фашистского режима. Одновременно с выборами состоялся конституционный референдум, на котором 54,3 % избирателей высказались за республиканский строй в Италии. Чтобы подчеркнуть восстановление демократии после фашистской эпохи была выбрана система пропорционального представительства. Итальянские провинции были объединены в 31 избирательный округ, в каждом из которых избиралась группа депутатов, при этом, количество мест для каждого округа колебалось от 1 для Валле-д'Аоста до 36 для Милана. На уровне округа места распределялись между открытыми списками с использованием метода наибольшего остатка с квотой Империали. Остальные голоса и места были распределены на национальном уровне между специальными закрытыми списками национальных лидеров, используя квоту Хэйра.
Впервые в истории Италии все совершеннолетние женщины могли участвовать в национальных выборах.
| Выборы | Даты   | Победившая партия      | Лидер              | Голоса | Мест       | Явка   | Монарх (срок)                   |
| ------ | ------ | ---------------------- | ------------------ | ------ | ---------- | ------ | ------------------------------- |
| 1946   | 2 июня | Христианские демократы | Альчиде Де Гаспери | 35,2 % | 207 из 556 | 89,1 % | Виктор Эммануил III (1900–1946) |

### Выборы в Палату депутатов Первой Республики
С 1948 года выборы проводились одновременно в Палату депутатов и в Сенат. До реформы 1993 года депутаты и сенаторы избирались пропорционально по партийным спискам, после реформы — по смешанной системе.
| Выборы | Дата      | Победившая партия      | Лидер              | Голоса | Мест       | Явка   | Президент (срок)               |
| ------ | --------- | ---------------------- | ------------------ | ------ | ---------- | ------ | ------------------------------ |
| 1948   | 18 апреля | Христианские демократы | Альчиде Де Гаспери | 48,5 % | 305 из 574 | 92,2 % | Энрико де Никола (1946—1948)   |
| 1953   | 7 июня    | Христианские демократы | Альчиде Де Гаспери | 40,1 % | 263 из 590 | 93,8 % | Луиджи Эйнауди (1948—1955)     |
| 1958   | 25 мая    | Христианские демократы | Аминторе Фанфани   | 42,4 % | 273 из 596 | 93,8 % | Джованни Гронки (1955—1962)    |
| 1963   | 28 апреля | Христианские демократы | Альдо Моро         | 38,3 % | 260 из 630 | 92,9 % | Антонио Сеньи (1962—1964)      |
| 1968   | 19 мая    | Христианские демократы | Мариано Румор      | 39,1 % | 266 из 630 | 92,8 % | Джузеппе Сарагат (1964—1971)   |
| 1972   | 7 мая     | Христианские демократы | Арнальдо Форлани   | 38,7 % | 266 из 630 | 93,2 % | Джованни Леоне (1971—1978)     |
| 1976   | 20 июня   | Христианские демократы | Бениньо Дзакканини | 38,7 % | 262 из 630 | 93,4 % | Джованни Леоне (1971—1978)     |
| 1979   | 3 июня    | Христианские демократы | Бениньо Дзакканини | 38,3 % | 262 из 630 | 90,1 % | Алессандро Пертини (1978—1985) |
| 1983   | 26 июня   | Христианские демократы | Чириако де Мита    | 32,9 % | 225 из 630 | 88,0 % | Алессандро Пертини (1978—1985) |
| 1987   | 14 июня   | Христианские демократы | Чириако де Мита    | 34,3 % | 234 из 630 | 88,8 % | Франческо Коссига (1985—1992)  |
| 1992   | 5 апреля  | Христианские демократы | Арнальдо Форлани   | 29,7 % | 206 из 630 | 87,3 % | Франческо Коссига (1985—1992)  |

### Выборы в Палату депутатов Второй Республики
Перед выборами 1994 года, первыми после крушения Первой республики, была изменена избирательная система. Отныне по итогам референдума 1993 года 75 % сенаторов избирались в одномандатных округах по системе относительного большинства, а оставшиеся 25 % мест распределялись пропорционально в компенсационном порядке. Парламент принял новый избирательный закон для Палаты депутатов, чтобы привести её в большее соответствие с Сенатом. Теперь 75 % депутатов также выбирались по системе большинства, а оставшиеся 25 % мест распределялись пропорционально в дополнительном порядке с использованием минимального порога в 4 % голосов. Новая избирательная система получила прозвище Mattarellum в честь депутата Серджо Маттареллы, по имени основного разработчика.
В 2020 году состоялся конституционный референдум, который сократил число членов парламента с 630 до 400 в Палате депутатов и с 315 до 200 в Сенате Республики.
| Выборы | Дата          | Победившая партия     | Лидер               | Голоса | Мест       | Явка   | Президент (срок)                   |
| ------ | ------------- | --------------------- | ------------------- | ------ | ---------- | ------ | ---------------------------------- |
| 1994   | 27 марта      | «Полюс свобод»        | Сильвио Берлускони  | 42,8 % | 366 из 630 | 86,1 % | Оскар Луиджи Скальфаро (1992—1999) |
| 1996   | 21 апреля     | «Олива»               | Романо Проди        | 42,2 % | 322 из 630 | 82,5 % | Оскар Луиджи Скальфаро (1992—1999) |
| 2001   | 13 мая        | «Дом свобод»          | Сильвио Берлускони  | 45,4 % | 368 из 630 | 81,4 % | Карло Адзельо Чампи (1999—2006)    |
| 2006   | 13—14 апреля  | «Союз»                | Романо Проди        | 49,8 % | 340 из 630 | 82,2 % | Карло Адзельо Чампи (1999—2006)    |
| 2008   | 19 мая        | Правый центр          | Сильвио Берлускони  | 46,8 % | 344 из 630 | 80,6 % | Джорджо Наполитано (2006—2015)     |
| 2013   | 24—25 февраля | «Италия. Общее благо» | Пьер Луиджи Берсани | 29,6 % | 345 из 630 | 75,2 % | Джорджо Наполитано (2006—2015)     |
| 2018   | 4 марта       | Правый центр          | Сильвио Берлускони  | 37,0 % | 265 из 630 | 72,9 % | Серджо Маттарелла (2015—н. в.)     |
| 2022   | 25 сентября   | Правый центр          | Джорджа Мелони      | 43,8 % | 237 из 400 | 63,9 % | Серджо Маттарелла (2015—н. в.)     |

1. ↑  Указана партия или блок, набравшие больше всего мест в сумме.
2. ↑  Указан результат голосования по партийным спискам.
3. ↑  Указано суммарное количество мест.